# Estatua oferente del faraón Necao I

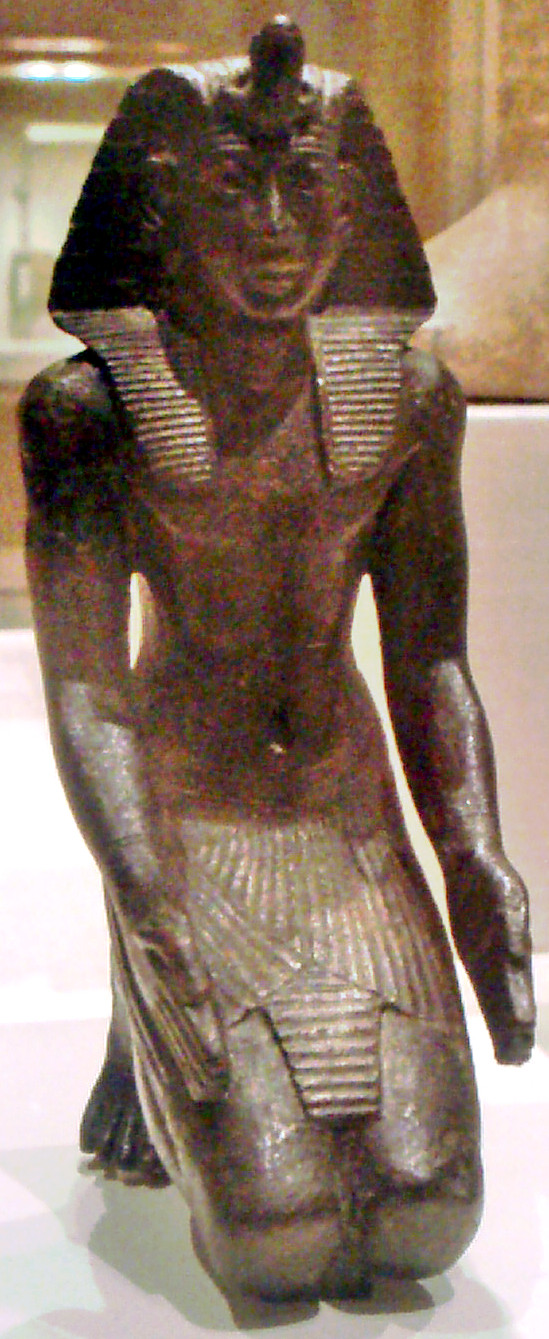
Imagen de la Estatua oferente del Faraón Necao I en el Museo Brooklyn.

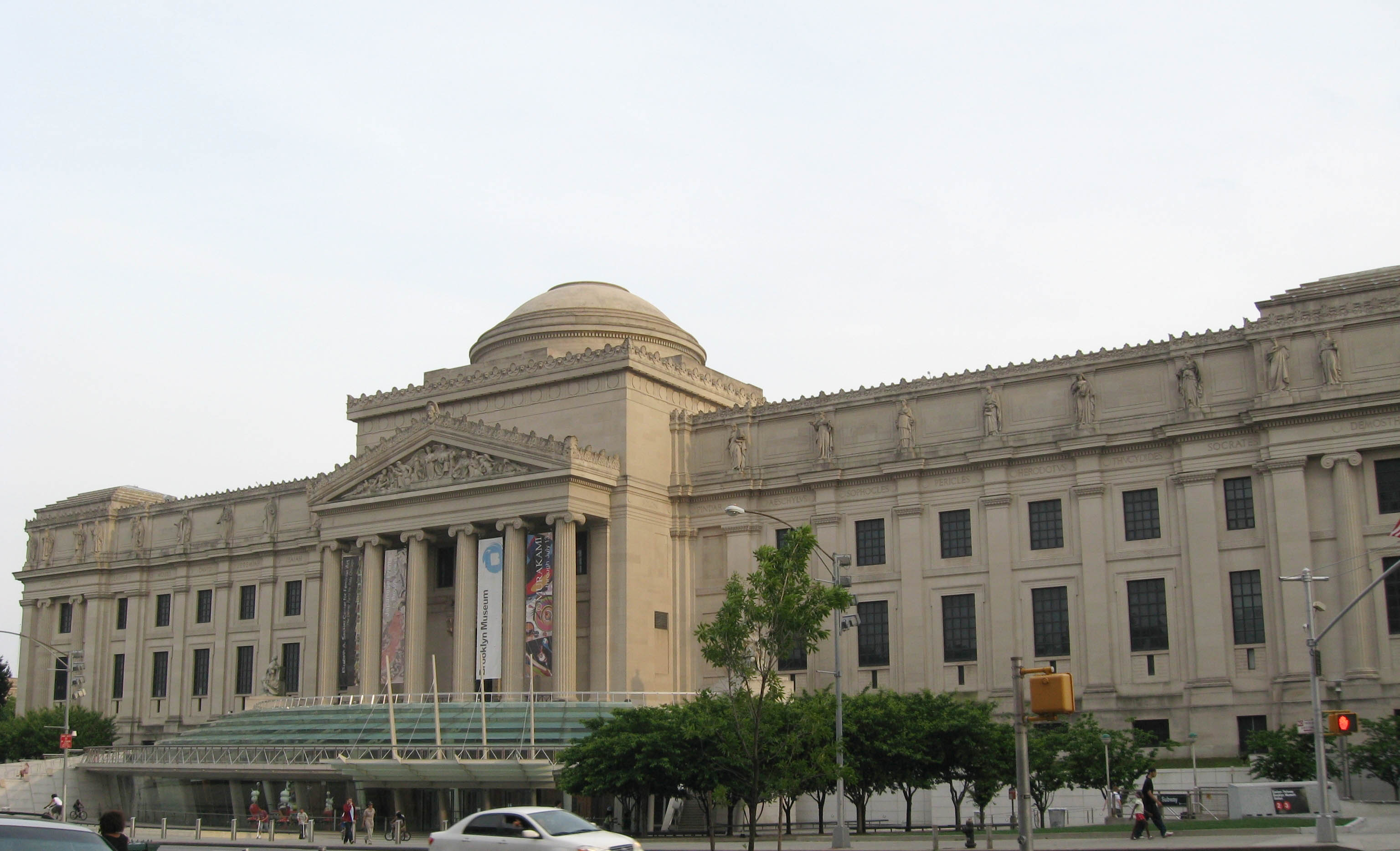
Fotografía del Museo Brooklyn de Nueva York.

La estatua oferente del Faraón Necao I es una escultura que fue elaborada en época del Periodo tardío de Egipto, durante la dinastía XXVI de Egipto.

## Simbología
La estatua en actitud oferente representa a Necao I, Menjeperra-Nekau (quien entre el 672 y el 664 a. C. fue el gobernador de la ciudad egipcia de Sais. Como soberano local Saita de la dinastía XXVI de Egipto, el reinado de Necao fue de ocho años, según Manetón; Necao probablemente era el hermano de Nekauba, y el hijo de Tefnajt II. Su hijo, Psamético I reunificó Egipto.

## Características
- Estilo: arte egipcio.
- Material: bronce.
- Dimensiones: 14 × 5,7 × 7 centímetros.

## Conservación
- La figura se exhibe de forma permanente en el Museo Brooklyn de Nueva York, con el número de inventario 71.11, procedente del Fondo de Charles Edwin Wilbour.